# Paratettix gentilis
Paratettix gentilis är en insektsart som beskrevs av Günther, K. 1936. Paratettix gentilis ingår i släktet Paratettix och familjen torngräshoppor. Inga underarter finns listade i Catalogue of Life.